# Bartolomé Mitre Posadas
Club Atlético Bartolomé Mitre – argentyński klub piłkarski z siedzibą w mieście Posadas, leżącym w prowincji Misiones.

## Osiągnięcia
- Udział w mistrzostwach Argentyny Nacional (2): 1972, 1975
- Mistrz prowincjonalnej ligi Liga Posadeña de Fútbol (17): 1947, 1948, 1949, 1951, 1958, 1960, 1963, 1969, 1971, 1974, 1975, 1977, 1980, 1986, 1988, 2007 Clausura, 2008/2009 Oficial

## Historia
Klub założony został 7 października 1916 roku i gra obecnie w lidze prowincjonalnej Liga Posadeña de Fútbol.